# Велиханова, Ирина
Ирина Велиханова (род. 17 марта 1996) — туркменская легкоатлетка, специалистка по многоборьям. Выступала за сборную Туркменистана по лёгкой атлетике в 2013—2022 годах, обладательница двух бронзовых медалей чемпионата Азии в помещении, многократная чемпионка Туркмении, рекордсменка страны в нескольких дисциплинах, участница чемпионата мира в Дохе.

## Биография
Ирина Велиханова родилась 17 марта 1996 года. Занималась лёгкой атлетикой в Ашхабаде под руководством Валерия и Евгении Шелудяковых.
Впервые заявила о себе в лёгкой атлетике на международном уровне в сезоне 2013 года, когда вошла в состав туркменской сборной и выступила на юношеском мировом первенстве в Донецке, где в зачёте семиборья заняла итоговое 33-е место.
В 2014 году в пятиборье стала десятой на чемпионате Азии в помещении в Ханчжоу, в семиборье показала последний 22-й результат на юниорском мировом первенстве в Орегоне.
На чемпионате Азии в помещении 2016 года в Дохе в программе пятиборья была четвёртой.
В 2017 году на домашних Азиатских играх по боевым искусствам и состязаниям в помещениях в Ашхабаде заняла в пятиборье четвёртое место, установив при этом ныне действующий рекорд Туркмении — 3787 очков. Также в рамках данного выступления установила ныне действующие национальные рекорды в беге на 800 метров (2:21.72), беге на 60 метров с барьерами (9.00), прыжках в высоту (1.66).
В 2018 году на чемпионате Азии в помещении в Тегеране выиграла бронзовые медали в пятиборье и в эстафете 4×400 метров.
В 2019 году в семиборье показала восьмой результат на чемпионате Азии в Дохе. Благодаря череде успешных выступлений удостоилась права представлять страну на чемпионате мира в Дохе — в ходе предварительного квалификационного этапа бега на 100 метров с барьерами показала наихудшее среди всех участниц время 14,79 и в полуфинальную стадию соревнований не вышла.
В 2022 году в 100-метровом барьерном беге финишировала пятой на Мемориале Косанова в Алма-Ате, четвёртой на открытом чемпионате Центральной Азии в Самарканде, отметилась выступлением на Играх исламской солидарности в Конье.
Велиханова неоднократно становилась чемпионкой Туркмении в разных дисциплинах: семиборье, пятиборье, прыжках в длину, беге на 100 метров с барьерами, толкании ядра.